# J. A. Seazer
 (mai 2025).
Si vous disposez d'ouvrages ou d'articles de référence ou si vous connaissez des sites web de qualité traitant du thème abordé ici, merci de compléter l'article en donnant les références utiles à sa vérifiabilité et en les liant à la section « Notes et références ».
J. A. Seazer (J・A・シーザー), parfois orthographié Julious Arnest Cesar ou Julious Arnest Caesar, de son vrai nom Terahara Takaaki (寺原 孝明), est un musicien et compositeur de musique de films japonais né le 6 octobre 1948.
Seazer connut une certaine popularité parmi les étudiants japonais durant les années 1960, et travailla en étroite collaboration avec le réalisateur Shuji Terayama jusqu'à la mort de ce dernier.
Il fut membre de la compagnie théâtrale Ban'yū Inryoku (演劇実験室◎万有引力, Engeki-Jikkenshitsu Ban'yū Inryoku, litt. Laboratoire expérimental du Théâtre◎Gravitation universelle).
Il gagna en notoriété lorsqu'il composa la bande-son de l'anime Utena la fillette révolutionnaire, et également lors de la composition de la bande-son de l'adaptation animée du manga de Suehiro Maruo, Mr. Arashi's Amazing Freak Show (également connu sous les noms Midori et Shōjo Tsubaki édité par le Lézard Noir).

## Composition

### Films et courts-métrages
- 1964 : La Cage (Ori, en japonais : 檻) de Shūji Terayama
- 1971 : L'Empereur Tomato-Ketchup (トマトケッチャップ皇帝, Tomato kecchappu kotei?) de Shūji Terayama
- 1971 : Jetons les livres, sortons dans la rue aussi appelé Throw Away Your Books, Rally in the Streets (Sho o suteyo, machi e deyo, en japonais : 書を捨てよ町へ出よう) de Shūji Terayama, dans lequel il apparaît, il est crédité au générique en tant que « Poète aux cheveux longs »
- 1974 : L'initiation des jeunes au cinéma (Sheishonen no tame no eiga nyumon, en japonais : 青少年のための映画入門) de Shūji Terayama
- 1974 : Cache-cache pastoral aussi appelé Pastoral hide and seek et Pastoral To Die in the Country et Death in the Country (Den'en ni shisu, en japonais : 田園に死す) de Shūji Terayama, dans lequel il tient le rôle de Tengu Kurama
- 1977 : La Gomme à effacer aussi appelé The Eraser (japonais : 消しゴム ou Keshigomu, en japonais : 消ゴム) de Shūji Terayama
- 1977 : Boxer (Bokusa, en japonais : ボクサー) de Shūji Terayama
- 1979 : Collections privées de Shūji Terayama
- 1981 : Les Fruits de la passion (上海異人娼館, Shanhai ijin shōkan?) de Shūji Terayama
- 1983 : Labyrinthe pastoral aussi appelé Le Labyrinthe d'herbes, Labyrinth in the field, Grass labyrinth et Grass maze (Kusa-meikyu, en japonais : 草迷宮) (originellement dans Collections Privées) de Shūji Terayama
- 1984 : Adieu l'arche (さらば箱舟, Saraba hakobune?) de Shūji Terayama

### Séries animées
J. A. Seazer est un des compositeurs principaux de la bande originale de la série Utena la fillette révolutionnaire (ainsi que celle du film homonyme Utena la fillette révolutionnaire, Adolescence Mokushiroku)[réf. nécessaire]. Le rôle que joue J. A. Seazer dans ces compositions reste flou, toutefois, le nom de Shinkichi Mitsumune apposé au dos des cassettes vidéo de la série, ainsi que dans les livrets des diverses œuvres audio produites par SM Records ne laisse aucun doute.